# 江藤綾香
江藤 綾香（えとう あやか、2000年6月22日 - ）は、日本の女子バレーボール選手である。

## 来歴
佐賀県小城市出身。小学3年でバレーボールを始める。
佐賀清和高等学校では3年連続で全日本高等学校選手権（春高バレー）に出場。
日本体育大学では3年生時の2021年に全日本大学選手権（全日本インカレ）準優勝に貢献し、自身はブロック賞を獲得。
2022年12月、V.LEAGUE DIVISION1の日立Astemoリヴァーレ（現・Astemoリヴァーレ茨城）の内定選手として発表された。
2022-23シーズン、2023-24シーズンは出場機会がなく、2024年10月15日の2024-25シーズン開幕第2戦・Astemoリヴァーレ茨城戦でリーグ戦初出場しSVリーグデビューとなった。

## 受賞歴
- 2021年 - 全日本大学選手権 ブロック賞
- 2022年 - 秋季関東大学女子1部リーグ ブロック賞[7]

## 所属チーム
- 小城市立牛津中学校（2013-2016年）
- 佐賀清和高等学校（2016-2019年）
- 日本体育大学（2019-2023年）
- Astemoリヴァーレ茨城（2023年-）